# تری شرودر
تری شرودر (انگلیسی: Terry Schroeder؛ زادهٔ october ۹, ۱۹۵۸ (۶۶ سال)) بازیکن واترپلو اهل ایالات متحده آمریکا است. وی از سال ۱۹۸۶ میلادی تاکنون مشغول فعالیت بوده‌است.
وی در مسابقات کشوری و بین‌المللی در مجموع برندهٔ ۲ مدال نقره شده‌است.